# Kitty (film)
Kitty är en amerikansk kostymdramafilm från 1945 i regi av Mitchell Leisen. I huvudrollerna ses Paulette Goddard och Ray Milland. Filmen utspelas i London på 1780-talet och handlingen har vissa likheter med pjäsen Pygmalion. Den bygger på en bok av Rosamond Marshall. Mitchell Leisen la ner mycket möda på att återskapa en realistisk tidsbild och filmen blev nominerad till en Oscar för bästa scenografi.

## Handling
Den hemlöse Kitty blir ertappad när hon försöker stjäla konstnären Thomas Gainsboroughs plånbok. Han övertalar henne istället att sitta modell för honom. Han får samtidigt besök av två adelsmän som är övertygade om att hon måste vara från en fin familj. Men den ene, Sir Hugh Marcy får reda på hennes verkliga identitet. Ryktet om tavlan sprider sig. En rik åldrad greve som Marcy tidigare varit i tjänst hos blir intresserad av henne efter att ha sett målningen. Marcy bestämmer sig för att använda Kitty för att återfå sitt jobb och lösa sina ekonomiska problem. Det inkluderar att lära henne uppföra sig som en fin kultiverad dam. Där han ser en affärsuppgörelse, blir däremot Kitty förälskad i honom. 

## Rollista
- Paulette Goddard - Kitty
- Ray Milland - Sir Hugh Marcy
- Patric Knowles - Brett Harwood
- Reginald Owen - Duke of Malmunster
- Cecil Kellaway - Thomas Gainsborough
- Constance Collier - Lady Susan Dowitt
- Dennis Hoey - Selby
- Sara Allgood - Old Meg
- Eric Blore - Dobson
- Gordon Richards - Sir Joshua Reynolds
- Edgar Norton - Earl of Campton
- Mary Gordon - Nanny
- Charles Coleman - Majordomo
- Mae Clarke - Molly